# アニ峰
アニ峰（フランス語: pic d'Anie）は、ピレネー山脈中西部の山。標高は2504m。バスク語ではアウニャメンディ（AuñamendiまたはAhuñamendi）であり、「エビの山」という意味を持つ。山頂はスペイン＝フランス国境からややフランス側にあり、この場所はバスク地方の最東端部にあたる。アスプ谷のレスカン圏谷（レスカン・カール）の中でもっとも高い山である。エウスコ・イカスクンツァ（バスク研究協会）が手掛けるアウニャメンディ百科事典の名称はこの山のバスク語名に由来している。

## 地理

### 地形
アニ峰はアキテーヌ地域圏ピレネー＝アトランティック県に位置しており、レスカン圏谷西部のピエール・サン＝マルタン道に近い。アニ峰の東のピークであるラーラ・ベラグアは壮大なカルスト地形であり、白亜紀に遡る巨大な石灰岩によって形成されている。表面にはわずかな水の痕跡もなしに穴や亀裂が生じており、この場所はアレス・アニ(les Arres d'Anie)と呼ばれる。
山頂までの主要な登山道3本は、それぞれフランス語でベラグア道、ピエール・サン＝マルタン道、レスカン道として知られている。

### 地質
アレス・アニのカルスト地形は約200メートルの厚みを持つ。炭酸カルシウムは溶解度が高いため、雨の影響で炭酸カルシウムによる縦割れは拡大している。縦割れから侵入した水は、頁岩からなるヘルシニア造山期の基岩の表面に到達し、この基岩はより深い部分への水の浸入を阻んでいる。アニ峰のピークのドームは、このカルスト組織を基盤としている。かつてのレスカン氷河は、カンプロンの岩壁に囲まれた巨大なU字型の谷を形作っており、Cap de la Baitchに羊飼いの石積み小屋が位置する。

## 伝承・歴史
バスク神話の中では、アニ峰の頂上は「赤い領主」ハウナゴリの領地とされ、不死の果実を実らせる素晴らしい果樹園があった。しかし、神が引き金となった激しい雷雨や雹の嵐によって、ハウナゴリの領地は奪われた。
1771年7月28日、地理学技師のFrançois Flamichonによって歴史上に知られる限りの初登頂が記録された。Flamichonは著書『地球の理論』で以下のように記録している。

## 登山道

### フランス側
アスプ谷のレスカン圏谷にあるAbérouat小屋から頂上に登ることができる。GRハイキングコース10番の先に登山道が伸びており、カンプロンの岩壁に達する前にBraca d'Azunsの森を横切る。Cap de la Baitchにある羊飼いの石積み小屋からはケアン（道標となる積み石）に従って歩くと頂上に至る。
副次的なルートとして、ラ・ピエール・サン＝マルタンスノーリゾートからの登山道がある。アレス・アニを横切り、再び頂上までのルートに合流する。

### スペイン側
スペイン・ナバーラ州北端部のベラからも頂上に登ることができる。

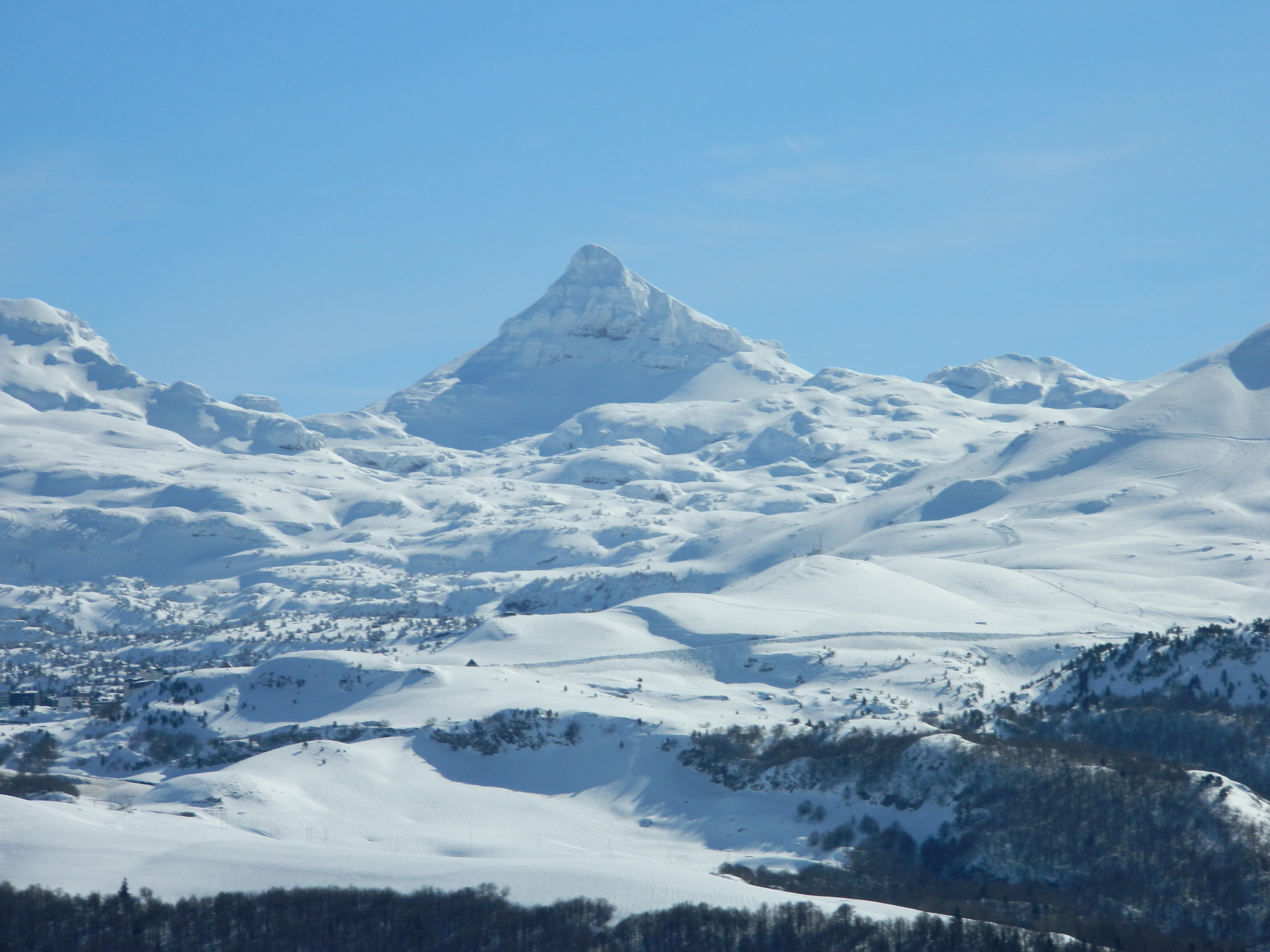
雪に覆われたアニ峰
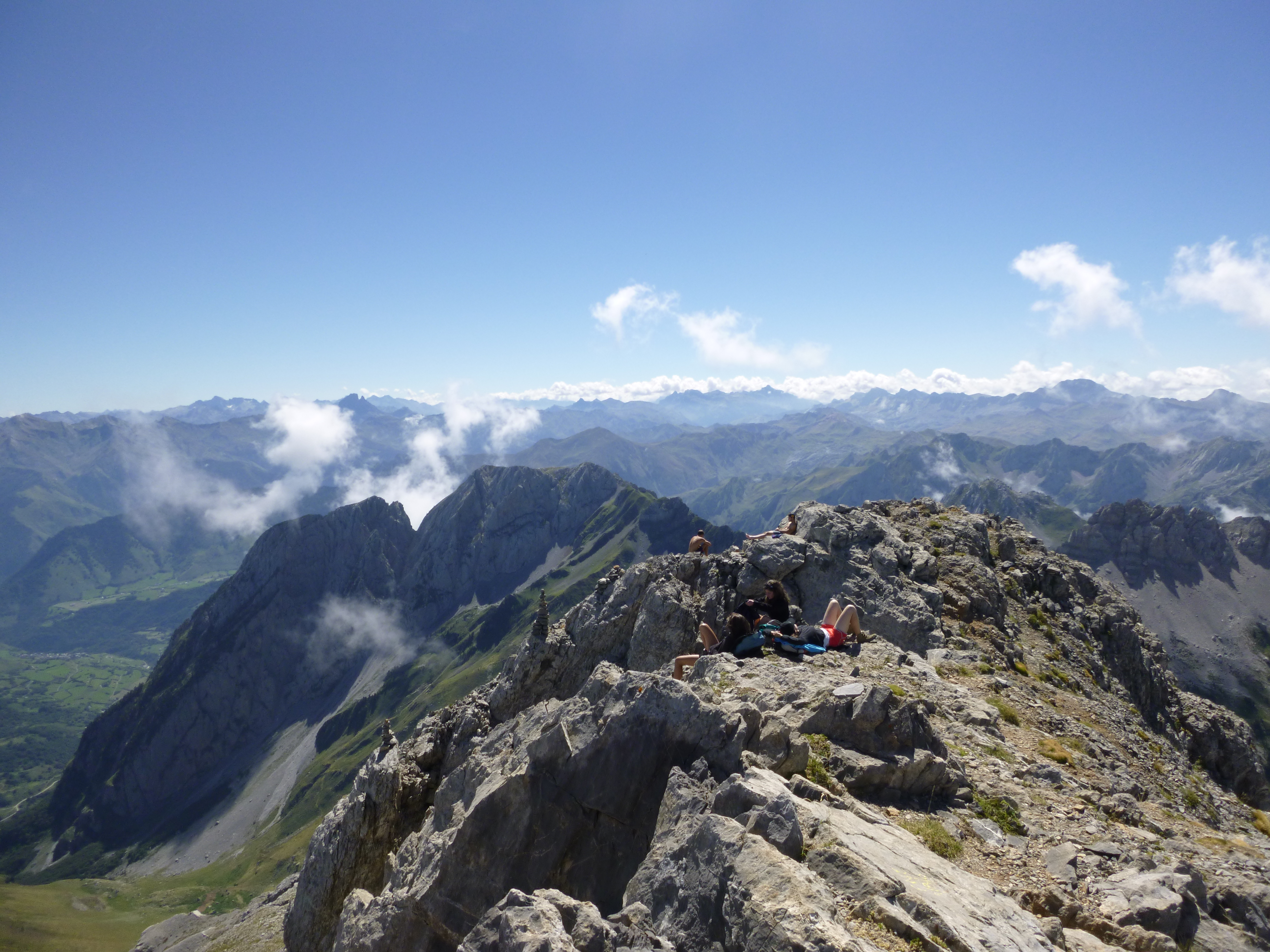
アニ峰の山頂
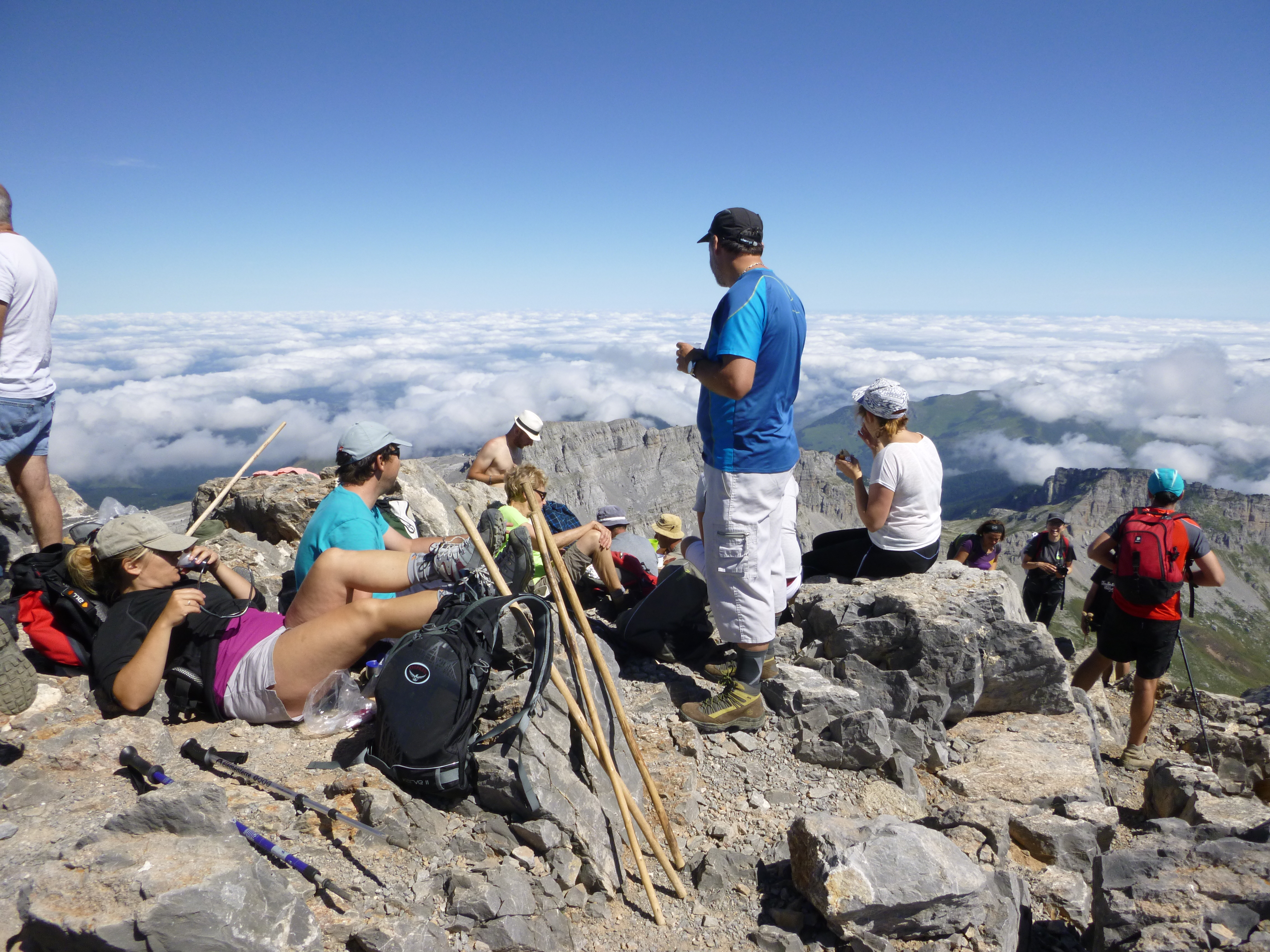
山頂の登山家
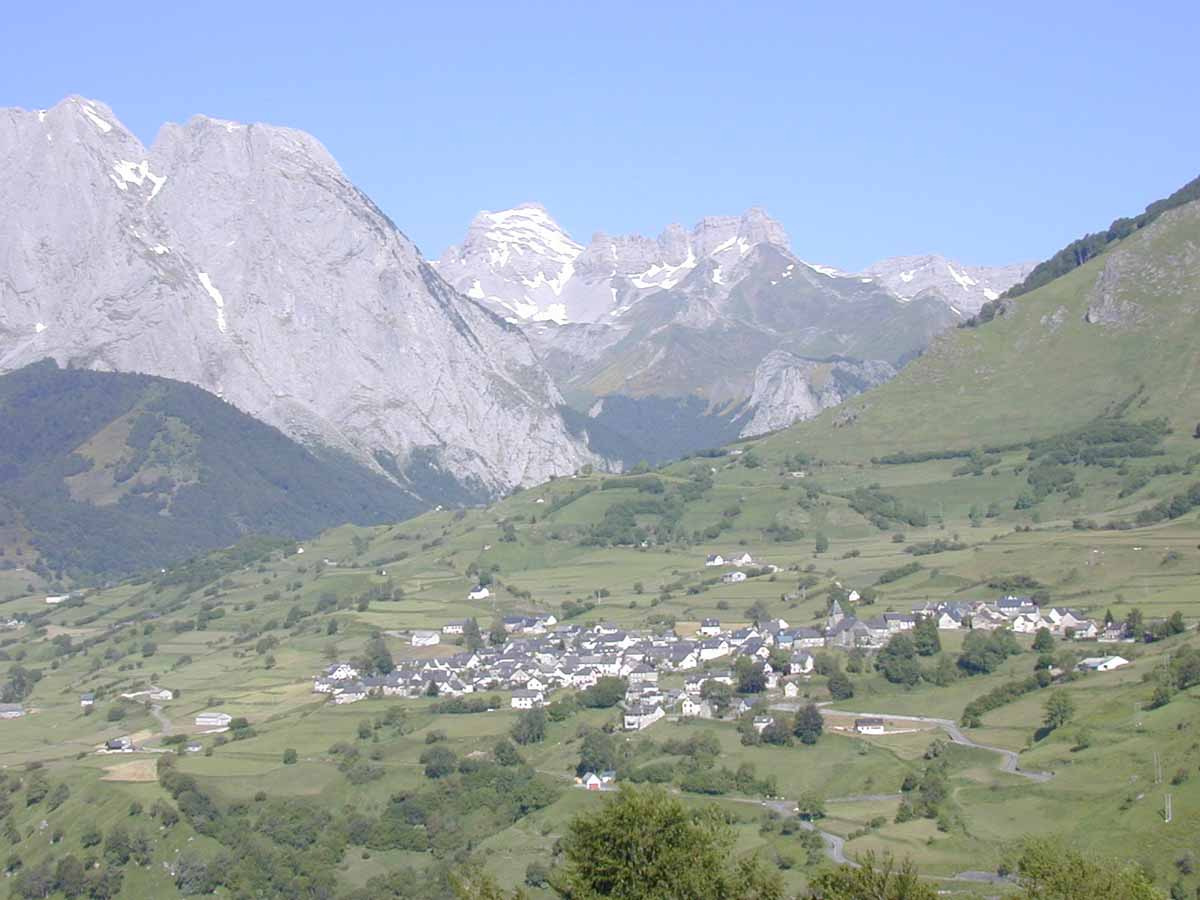
レスカン圏谷の村
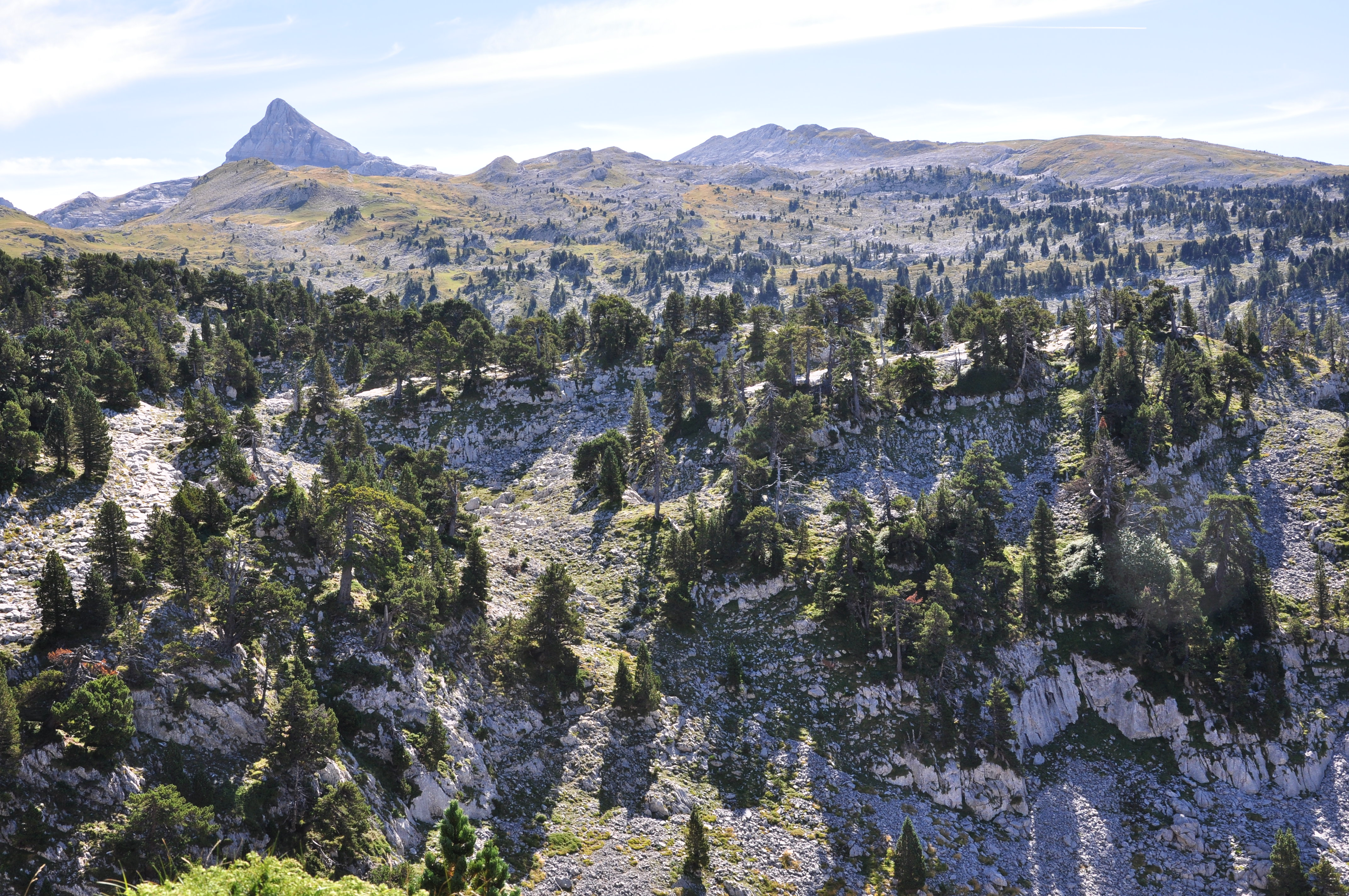
アニ峰のカルスト地形